# Macbett
Macbett est une pièce de théâtre d'Eugène Ionesco écrite en 1972 et créée le 27 janvier 1972 dans une mise en scène de Jacques Mauclair, au théâtre de l'Alliance française. C'est une réécriture de la pièce Macbeth de William Shakespeare.

## Distribution à la création
- Marcel Champel: Candor, 2ème malade
- Jacques Charby: Le soldat blessé, Macol
- Jacques Dannoville: Banco
- Michel Degand: L'ordonnance de Macbett, L'ordonnance de Banco
- Roger Desmare: Le limonadier, 1er malade
- Rosine Favey: Une servante, une femme du peuple
- Geneviève Fontanel: Lady Duncan
- Robert Murzeau: Duncan
- Catherine Watteau: La suivante
- Roger Jacquet: Glamiss, un officier du Palais
- Jacques Mauclair: Macbett
- Luc Ritz: Un officier
- Gilles Thomas: Un soldat, le valet

## Résumé
La pièce reprend certains aspects du Macbeth de William Shakespeare :
- Les comtes de Glamiss et de Candor se rebellent. Ils en ont assez que le souverain Duncan leur vole chaque année une quantité impressionnante de vivres, mais aussi des hommes et des femmes. Cette révolte entraîne une guerre. Candor est rapidement capturé alors que Glamiss réussit à s'échapper. Duncan, pour récompenser ses plus vigoureux soldats, offre le titre de Candor à Macbett et promet celui de Glamiss à Banco, dès que ce dernier sera capturé.
- Lors du banquet où tous les opposants sont guillotinés, Lady Duncan commence à courtiser Macbett.
- Glamiss meurt noyé dans un ruisseau, Duncan refuse donc le titre à Banco et le donne à Macbett.
- Les sorcières apparaissent : elles annoncent à Macbett qu'il sera roi et que c'est lui qui recevra le titre de Glamiss. Elles annoncent à Banco qu'il donnera naissance à une lignée de roi, sans en être un.
- Les deux sorcières se transforment en Lady Duncan et sa servante devant Macbett. La nouvelle Lady Duncan offre un poignard à Macbett et projette déjà d'éliminer Duncan.
- Duncan, qui veut se séparer de tous ses ennemis potentiels, projette de se débarrasser de Macbett et Banco qui commencent, lui semble-t-il, à vouloir plus de terres, d'indépendance…
- Macbett et Banco commencent en effet à se rebeller. À peu de chose près, ils reprennent le même dialogue qu'ont eu Candor et Glamiss au début de la pièce.
- Lady Duncan, Macbett et Banco se mettent d'accord pour tuer Duncan. Ils le tuent à la fin de la cérémonie lors de laquelle Duncan soigne des malades du royaume.
- Macbett épouse la veuve de Duncan.
- Surprenant un discours de Banco, Macbett le tue pour traîtrise. Banco se plaignait en effet de ne pas avoir pu profiter du crime, il n'avait toujours pas été nommé vizir comme lui avait promis Macbett.
- Lady Duncan et sa servante se transforment à nouveau en sorcières.
- Macbett donne un banquet pour affirmer son pouvoir. Deux spectres, visibles de tous, apparaissent. D'abord celui de Banco puis celui de Duncan.
- Lady Duncan a disparu. En fait, elle a été enfermée tout le temps où les sorcières étaient là. Elle réapparaît en reniant tout ce que son « double » a fait. Elle aimait son mari, elle ne voulait pas le tuer.
- Macol, fils adoptif de Duncan, fils biologique de Banco et d'une gazelle transformée en femme par une sorcière, tue Macbett.
- La pièce se termine par une tirade de Macol qui annonce que la vie sous son règne sera pire que celle sous le règne du tyran Macbett. Tous ceux qui étaient autour de lui l'ont abandonné.

## Mises en scène
Macbett, Compagnie des Dramaticules, mise en scène Jérémie Le Louët, création en 2005 au Théâtre 13/Jardin.